# Liste der Kulturdenkmäler in Miehlen
In der Liste der Kulturdenkmäler in Miehlen sind alle Kulturdenkmäler der rheinland-pfälzischen Ortsgemeinde Miehlen aufgeführt. Grundlage ist die Denkmalliste des Landes Rheinland-Pfalz (Stand: 8. Dezember 2023).

## Denkmalzonen
| Bezeichnung                    | Lage                                                     | Baujahr                | Beschreibung | Bild                           |
| ------------------------------ | -------------------------------------------------------- | ---------------------- | --- | ------------------------------ |
| Denkmalzone Jüdischer Friedhof | nordöstlich des Ortes am Westhang des Ehrlichsbergs Lage | frühes 19. Jahrhundert | Wiesengelände mit etwa 35 Grabsteinen, frühes 19. Jahrhundert bis 1938 | weitere Bilder Fotos hochladen |
| Denkmalzone Aftholderbach      | südöstlich des Ortes (Aftholderbach 1–3) Lage            | ab dem 16. Jahrhundert | aus dem 1222 gestifteten, in der frühen Neuzeit aufgelösten Zisterzienserinnenkloster Aftholderbach hervorgegangene Gehöftgruppe; drei große mehrseitige Hofanlagen in durchweg sehr vollständigem Erhaltungszustand, 16. und 17. Jahrhundert (Nr. 1; Wohnhaus mit Sichtfachwerk), 18. Jahrhundert (Nr. 3; stattliches verputztes Wohnhaus) und 19. Jahrhundert (Nr. 2) | BW                             |

## Einzeldenkmäler
| Bezeichnung               | Lage                             | Baujahr                            | Beschreibung | Bild                           |
| ------------------------- | -------------------------------- | ---------------------------------- | --- | ------------------------------ |
| Bahnhof Miehlen           | Bahnhofstraße 13 Lage            |                                    | Ehemaliger Bahnhof der Nassauischen Kleinbahn. Fachwerkbau, Backsteingefache, teilweise verschiefert, Lagerschuppen                | Fotos hochladen                |
| Wohnhaus                  | Borngasse 1 Lage                 | 18. Jahrhundert                    | Wohnhaus, teilweise verputzt und mit Zierfachwerk des 18. Jahrhunderts, Kniestock um 1900                                          | BW                             |
| Wohnhaus                  | Borngasse 7 Lage                 | 18. Jahrhundert                    | Fachwerkhaus, verputzt, wohl aus dem 18. Jahrhundert                                                                               | BW                             |
| Wohnhaus                  | Borngasse 15 Lage                | 17. oder 18. Jahrhundert           | Fachwerkhaus, verputzt, wohl aus dem 17. oder 18. Jahrhundert, Kniestock um 1900                                                   | BW                             |
| Quereinhaus               | Bornköppel 2 Lage                | 18. Jahrhundert                    | Quereinhaus, teilweise massiv, verputzt und mit Fachwerk des 18. Jahrhunderts, Kniestock um 1900                                   | BW                             |
| Wohnhaus                  | Bornköppel 9 Lage                | 18. Jahrhundert                    | Fachwerkhaus, teilweise verputzt, 18. Jahrhundert                                                                                  | BW                             |
| Zehntscheune              | Haargasse, zu Nr. 8 Lage         | 1774                               | ehemalige Zehntscheune (?); stattlicher Mansarddachbau, bezeichnet 1774                                                            | BW                             |
| Wohnhaus                  | Haargasse 22 Lage                | 17. oder 18. Jahrhundert           | Fachwerkhaus, teilweise massiv, verputzt und verschiefert, wohl aus dem 17. oder 18. Jahrhundert                                   | BW                             |
| Wohnhaus                  | Haargasse 31 Lage                | 18. Jahrhundert                    | Fachwerkhaus, verputzt und verkleidet, wohl aus dem 18. Jahrhundert                                                                | BW                             |
| Wohnhaus                  | Hauptstraße 19 Lage              | spätes 18. Jahrhundert             | Fachwerkhaus, teilweise massiv, Krüppelwalmdach, spätes 18. Jahrhundert                                                            | Fotos hochladen                |
| Wohnhaus                  | Hauptstraße 20 Lage              | 17. Jahrhundert                    | Wohnhaus, teilweise massiv, verputzt, verkleidet und mit Zierfachwerk des 17. Jahrhunderts                                         | BW                             |
| Wohnhaus                  | Hauptstraße 21 Lage              | 17. oder 18. Jahrhundert           | stattliches Fachwerkhaus verputzt und verkleidet, Walmdach, wohl aus dem 17. oder 18. Jahrhundert, Querbau aus dem 19. Jahrhundert | BW                             |
| Rathaus                   | Hauptstraße 43 Lage              | 1868                               | Bruchsteinbau, Mittelrisalit, 1868                                                                                                 | BW                             |
| Wohnhaus                  | Hauptstraße 47 Lage              | 18. Jahrhundert                    | Fachwerkhaus, verputzt und verschiefert, Krüppelwalmdach, wohl aus dem 18. Jahrhundert                                             | BW                             |
| Wohnhaus                  | Hauptstraße 49 Lage              | 17. oder 18. Jahrhundert           | Fachwerkhaus, verputzt und verschiefert, wohl aus dem 17. oder 18. Jahrhundert                                                     | BW                             |
| Wohnhaus                  | Hauptstraße 50 Lage              | 17. oder 18. Jahrhundert           | Fachwerkhaus, verputzt, wohl aus dem 17. oder 18. Jahrhundert                                                                      | BW                             |
| Kriegerdenkmäler          | Langgasse, auf dem Friedhof Lage | um 1900                            | Kriegerdenkmal 1914/18, Statue eines Soldaten; Kriegerdenkmal 1870/71, Postament mit Obelisk, um 1900                              | Fotos hochladen                |
| Evangelische Pfarrkirche  | Kirchgasse 9 Lage                | zweite Hälfte des 13. Jahrhunderts | Chor wohl noch aus der zweiten Hälfte des 13. Jahrhunderts, barockes Schiff, 1924 erweitert                                        | weitere Bilder Fotos hochladen |
| Evangelisches Pfarrhaus   | Kirchgasse 16 Lage               | 17. oder 18. Jahrhundert           | barocker Fachwerkbau, verputzt, wohl aus dem 17. oder 18. Jahrhundert, Kniestock aus dem späten 19. Jahrhundert                    | BW                             |
| Wohnhaus                  | Krämergasse 28/30 Lage           | 1707                               | Fachwerkhaus, teilweise massiv, bezeichnet 1707, Kniestock um 1900                                                                 | BW                             |
| Wohnhaus                  | Schleifgasse 2 Lage              | 17. oder 18. Jahrhundert           | Fachwerkhaus, verkleidet, wohl aus dem 17. oder 18. Jahrhundert                                                                    | BW                             |
| Knabs- oder Ehrlichsmühle | nördlich des Ortes Lage          | 18. Jahrhundert                    | dreiseitiges Mühlenhofanlage; Krüppelwalmdachbau, im Kern wohl aus dem 18. Jahrhundert                                             | BW                             |